# 죽음의 항해 (소설)
《죽음의 항해》(영어: Dead Calm)는 미국 작가 찰스 윌리엄스의 1963년 장편소설이다. 태평양에 표류하게 된 사람들의 이야기를 다룬다. 1989년 테리 헤이스 각색, 필립 노이스 감독의 연출의 동명의 영화로 만들어졌다.